# Kamocin
Kamocin – wieś w Polsce położona w województwie łódzkim, w powiecie piotrkowskim, w gminie Grabica.
| SIMC    | Nazwa       | Rodzaj    |
| ------- | ----------- | --------- |
| 0540446 | Aleksandrów | część wsi |

W latach 1975–1998 miejscowość administracyjnie należała do województwa piotrkowskiego.
Przez miejscowość przebiega droga wojewódzka nr 473.